# Hum Hain Rahi Pyar Ke

Hum Hain Rahi Pyaar Ke (hindi : हम हैं राही प्यार के, ourdou : ہم ہیں راہی پیار کے, français : Nous sommes sur le chemin de l'amour) est un film indien de Bollywood réalisé par Mahesh Bhatt en 1993, avec Aamir Khan et Juhi Chawla. Il s'inspire partiellement du film anglais La Péniche du bonheur de 1958, avec Cary Grant et Sophia Loren.

## Synopsis
À la suite du décès de sa sœur et de son beau-frère, Rahul Malhotra (Aamir Khan) prend la direction de l'entreprise familiale et a également la charge de ses deux neveux et de sa nièce : Sunny (Kunal Khemu), Munni (Baby Ashrafa) et Vicky (Sharokh Irani). Mais Rahul se heurte d'une part aux multiples dettes de l'entreprise et d'autre part au comportement infernal des trois enfants qui épuisent les nounous les unes après les autres. Une nuit, les enfants s'échappent pour aller à la fête foraine où ils rencontrent Vaiyjanti (Juhi Chawla). Celle-ci s'est échappée de chez elle car elle refuse de se marier avec l'homme que ses parents lui ont choisi. N'ayant nul endroit où dormir, les trois enfants la ramènent à leur maison et décident de cacher son existence à leur oncle. Or, un jour Rahul découvre leur secret. Remis de sa surprise, il engage Vaiyjanti comme baby-sitter. Tout le monde découvre la vie à cinq, les enfants s'entendent à merveille avec Vaiyjanti et cette dernière et Rahul tombent amoureux. Mais Maya (Navneet Nishan), fille de M. Bijlani (Dalip Tahil) envers lequel la société de Rahul est endettée, aime également Rahul et demande à son père de tout mettre en œuvre pour qu'il l'épouse...

## Fiche technique
- Titre : Hum Hai Rahi Pyaar Ke
- Réalisateur : Mahesh Bhatt
- Producteur : Tahir Husain
- Scénaristes : Robin Bhatt, Aamir Khan et Sujit Sen
- Musique : Nadeem Saifi et Sharavan Kumaar
- Distribution : Bombino Video Pvt. Ltd.
- Sortie : 23 juillet 1993
- Durée : 155 minutes
- Pays : Inde
- Langue : Hindi

## Distribution
- Aamir Khan...................Rahul Malhotra
- Juhi Chawla...................Vaijanty Iyer
- Sharokh Irani.................Vicky
- Kunal Khemu................Sunny
- Baby Ashrafa................Munni
- Dalip Tahil....................M. Bijlani
- Navneet Nishan.............Maya
- K.D.Chandran...............M. Iyer
- Veeru Krishnan.............Natraj Iyer

## Musique
- La chanson que Munny joue tout juste après que Rahul quitte les enfants avec Vaijayanti provient du tout premier film d'Aamir Khan, intitulé Dil.
- La chanson Ghunghat Ke Aad Se Dil Barkha a rendu Alka Yagnik célèbre.

| Chanson(s)                    | Interprète(s)             |
| ----------------------------- | ------------------------- |
| Ghunghat Ke Aad Se Dil Barkha | Kumar Sanu et Alka Yagnik |
| Kaash Koi Ladki\par           | Kumar Sanu, Alka Yagnik   |
| Woh Meri Neend Mera Chain     | Sadhana Sargam            |
| Bambai Se Gayi Poona          | Alka Yagnik               |
| Hum Hain Rahi Pyar Ke         | Multiples                 |

## Récompenses
Les récompenses en gras sont celles qui ont été remportées lors des Filmfare Award et des National Film Awards ; le reste correspond aux nominations :
- Filmfare Best Film Award (Meilleur Film)
- Filmfare Best Actress Award (Meilleure Actrice) - Juhi Chawla
- Filmfare Best Lyricist Awar Award (Meilleur Parolier) - Sameer
- National Film Special Jury Award (Grand Prix Spécial du Jury) - Mahesh Bhatt
- Filmfare Best Director Award (Meilleur Réalisateur) - Mahesh Bhatt
- Filmfare Best Actor Award (Meilleur Acteur) - Aamir Khan
- Filmfare Best Female Playback Award (Meilleure Chanteuse Playback) - Alka Yagnik
- Filmfare Best Music Director Award (Meilleur Directeur Musical)